# Eulaira arctoa
Eulaira arctoa är en spindelart som beskrevs av Holm 1960. Eulaira arctoa ingår i släktet Eulaira och familjen täckvävarspindlar.
Artens utbredningsområde är Alaska. Inga underarter finns listade i Catalogue of Life.